# El Mejay
El Mejay är en ort i Mexiko.   Den ligger i kommunen Chilcuautla och delstaten Hidalgo, i den sydöstra delen av landet, 110 km norr om huvudstaden Mexico City. El Mejay ligger 1 965 meter över havet och antalet invånare är 759.
Terrängen runt El Mejay är kuperad. Runt El Mejay är det ganska tätbefolkat, med 120 invånare per kvadratkilometer. Närmaste större samhälle är Ixmiquilpan, 10,9 km norr om El Mejay. Trakten runt El Mejay består till största delen av jordbruksmark.